# Montréal/Les Cèdres Airport
Montréal/Les Cèdres Airport är en flygplats i Kanada.   Den ligger i regionen Montérégie och provinsen Québec, i den sydöstra delen av landet, 130 km öster om huvudstaden Ottawa. Montréal/Les Cèdres Airport ligger 45 meter över havet.
Terrängen runt Montréal/Les Cèdres Airport är platt, och sluttar österut.Runt Montréal/Les Cèdres Airport är det tätbefolkat, med 331 invånare per kvadratkilometer.. Närmaste större samhälle är Vaudreuil-Dorion, 6,8 km nordost om Montréal/Les Cèdres Airport. 
Trakten runt Montréal/Les Cèdres Airport består till största delen av jordbruksmark.